# 1976年のイギリスサルーンカー選手権
1976年のイギリスサルーンカー選手権 (1976 British Saloon Car Championship) は、イギリスサルーンカー選手権の19年目のシーズン。3月14日のブランズ・ハッチで開幕し、10月24日の同地における最終戦まで全10戦で争われた。この年はクラス構造が変更され、エンジン排気量が3000ccまでに制限された。これはアメリカ製の大排気量V8エンジンを排除するためであった。クライスラー・アヴェンジャー GTをドライブするバーナード・ウネットがタイトルを奪回した。

## 開催カレンダーと優勝者
複数クラスの混走による総合優勝者は太字
| ラウンド | ラウンド | サーキット                                     | 開催日   | クラス A 優勝者      | クラス B 優勝者        | クラス C 優勝者      | クラス D 優勝者            |
| -------- | -------- | ---------------------------------------------- | -------- | -------------------- | ---------------------- | -------------------- | -------------------------- |
| 1        | 1        | ブランズ・ハッチ                               | 3月14日  | バーナード・ウネット | ウィン・パーシー       | ジェリー・マーシャル | ゴードン・スパイス         |
| 2        | 2        | シルバーストン・サーキット                     | 4月11日  | バーナード・ウネット | ウィン・パーシー       | マーティン・トーマス | ゴードン・スパイス         |
| 3*       | A        | オウルトンパーク                               | 4月16日  | 開催せず             | ウィン・パーシー       | アンディ・ロウズ     | トム・ウォーキンショー     |
| 3*       | B        | オウルトンパーク                               | 4月16日  | バーナード・ウネット | 開催せず               | 開催せず             | 開催せず                   |
| 4        | 4        | スラクストン・サーキット                       | 4月19日  | バーナード・ウネット | ウィン・パーシー       | ジェリー・マーシャル | トム・ウォーキンショー     |
| 5        | 5        | スラクストン・サーキット                       | 5月9日   | バーナード・ウネット | ウィン・パーシー       | アンディ・ロウズ     | トム・ウォーキンショー     |
| 6        | 6        | シルバーストン・サーキット                     | 5月31日  | バーナード・ウネット | ウィン・パーシー       | デヴィッド・ブロディ | ゴードン・スパイス         |
| 7        | 7        | ブランズ・ハッチ                               | 7月18日  | バーナード・ウネット | バーリー・ウィリアムズ | デレック・ベル       | ヴィンス・グッドマン       |
| 8        | A        | マロリー・パーク                               | 7月31日  | バーナード・ウネット | ウィン・パーシー       | 開催せず             | 開催せず                   |
| 8        | B        | マロリー・パーク                               | 7月31日  | 開催せず             | 開催せず               | ジェリー・マーシャル | トム・ウォーキンショー     |
| 9        | A        | スネッタートン・モーターレーシング・サーキット | 8月29日  | バーナード・ウネット | ウィン・パーシー       | 開催せず             | 開催せず                   |
| 9        | B        | スネッタートン・モーターレーシング・サーキット | 8月29日  | 開催せず             | 開催せず               | アンディ・ロウズ     | ゴードン・スパイス         |
| 10       | 10       | ブランズ・ハッチ                               | 10月24日 | バーナード・ウネット | ウィン・パーシー       | ジェリー・マーシャル | コーリン・ヴァンダーヴェル |

- 第3戦ではプロダクションカーがクラスAと一緒に競争した。 ジョン・ブリンドレーがクラス優勝した。

## 選手権結果
| ドライバーズランキング | ドライバーズランキング | ドライバーズランキング |
| 順位                   | ドライバー             | ポイント               |
| ---------------------- | ---------------------- | ---------------------- |
| 1                      | バーナード・ウネット   | 90                     |
| 2                      | ウィン・パーシー       | 81                     |
| 3                      | ジェリー・マーシャル   | 58                     |
| 3                      | ゴードン・スパイス     | 58                     |
| 5                      | トム・ウォーキンショー | 53                     |

## 参照
1. ↑  http://gtwap.co.uk/50_Years_of_the_BTCC/?width=600&topic=099.BTCC_1958-1979.wtxt
2. ↑  “アーカイブされたコピー”. 2011年7月16日時点のオリジナルよりアーカイブ。2010年9月30日閲覧。 Official list of BTCC champions
3. ↑  http://homepage.mac.com/frank_de_jong/Pages/1976%20BSCC.html